# Rob Andrews
Robert Ernest „Rob” Andrews (ur. 4 sierpnia 1957) – amerykański polityk, członek Partii Demokratycznej. Od 1990 roku jest przedstawicielem pierwszego okręgu wyborczego w stanie New Jersey do Izby Reprezentantów Stanów Zjednoczonych.